# Sumiko Ishigaki
Sumiko Ishigaki (* 5. Februar 1985) ist eine japanische Skilangläuferin. 

## Werdegang
Ishigaki nimmt seit 2005 vorwiegend am Far-East-Cup teil. Dabei holte sie bisher 21 Podestplatzierungen, darunter zwei Siege und belegte in der Saison 2007/08, 2014/15 und 2015/16 jeweils den dritten Platz in der Gesamtwertung. Ihre besten Resultate bei den Juniorenweltmeisterschaften 2004 in Stryn waren der 35. Platz im 15-km-Massenstartrennen und der neunte Rang mit der Staffel. Bei der Winter-Universiade 2005 in Seefeld in Tirol belegte sie den 55. Platz im Sprint, den 37. Rang über 5 km Freistil und den 28. Platz im 15-km-Massenstartrennen und bei den Juniorenweltmeisterschaften 2005 in Rovaniemi den 59. Platz im Sprint, den 33. Rang im Skiathlon und den 25. Platz über 5 km Freistil. In der Saison 2006/07 lief sie bei der Winter-Universiade 2007 in Pragelato auf den 17. Platz im Skiathlon und jeweils auf den 14. Rang über 5 km Freistil und 15 km Freistil und bei den U23-Weltmeisterschaften 2007 in Tarvisio auf den 32. Platz im Skiathlon und auf den 26. Rang über 10 km Freistil. Ihr erstes Weltcuprennen absolvierte sie im Dezember 2007 in Davos, das sie auf dem 11. Platz mit der Staffel beendete. Im Dezember 2016 lief sie in Falun ihre ersten und einzigen Einzelrennen im Weltcup, die sie auf dem 75. Platz über 5 km klassisch und auf dem 64. Rang im 10-km-Massenstartrennen beendete. Bei den nordischen Skiweltmeisterschaften 2019 in Seefeld in Tirol kam sie auf den 52. Platz im Skiathlon, auf den 45. Rang im 30-km-Massenstartrennen und auf den 14. Platz mit der Staffel.

## Siege  bei Continental-Cup-Rennen
| Nr. | Datum             | Ort         | Disziplin        | Serie        |
| --- | ----------------- | ----------- | ---------------- | ------------ |
| 1.  | 6. Januar 2006    | Sapporo     | Sprint klassisch | Far East Cup |
| 2.  | 17. Dezember 2015 | Pyeongchang | 5 km Freistil    | Far East Cup |